# Tomislav Koljatic Maroevic
Tomislav Koljatic Maroevic (ur. 19 września 1955 w Santiago) – chilijski duchowny katolicki, biskup ordynariusz Linares od 2003.

## Życiorys
Święcenia kapłańskie otrzymał 14 sierpnia 1987. Inkardynowany do archidiecezji Santiago de Chile, służył duszpastersko na jej terenie, był także duszpasterzem miejscowego uniwersytetu.

### Episkopat
27 listopada 1997 papież Jan Paweł II mianował go biskupem pomocniczym diecezji Concepción, ze stolicą tytularną Bencenna. Sakry biskupiej udzielił mu 6 stycznia 1998 papież.
17 stycznia 2003 został wybrany ordynariuszem diecezji Linares. Ingres odbył się 16 marca 2003.